# Konrad Wölki
Konrad Wölki (* 27. Dezember 1904 in Berlin; † 5. Juli 1983 ebenda; andere Schreibweise: Conrad Wölki) war ein deutscher Komponist, Mandolinist und Musikpädagoge, der zur musikkritischen Würdigung des Zupforchesters beitrug.

## Leben
Konrad Wölki wurde 1904 in Berlin-Moabit geboren. Mit 12 Jahren wurde er Mitglied des Kinderchores an der Königlichen Oper Berlin. 1922 gründete er im Alter von 18 Jahren ein Zupforchester, das zunächst „Mandolinenorchester Fidelio“ hieß, in den folgenden Jahren jedoch mehrmals umbenannt wurde und seit 1937 endgültig „Berliner Lautengilde“ hieß.
Von 1938 bis 1941 unterrichtete Wölki am Konservatorium der Reichshauptstadt Berlin (nach 1945: Städtisches Konservatorium) Zupfinstrumente. Dieses Konservatorium war aus dem Stern’schen Konservatorium, einem privaten Ausbildungsinstitut im Besitz jüdischer Familien, infolge einer Zwangsprivatisierung hervorgegangen. Ab 1939 war er zudem Mitglied des Prüfungsausschusses für die Staatliche Musiklehrerprüfung. Von 1948 bis 1959 leitete er die Volksmusikschule Reinickendorf; von 1962 bis 1966 leitete er das Seminar für Jugendmusikerzieher am Städtischen Konservatorium, das später der staatlichen Hochschule für Musik und darstellende Kunst (heute: Universität der Künste) angegliedert wurde.
Wölki setzte sich zeitlebens für die Reformierung der Programmgestaltung der aus dem Bereich der Laienmusik stammenden Zupforchester ein. Dies tat er durch die historische Erforschung der Mandoline, durch zahlreiche Eigenkompositionen und Bearbeitungen, vor allem aber durch die Veröffentlichung von Lehrwerken für Zupfinstrumente. Während seit der Romantik die Mandoline meist durchgängig im Tremolo gespielt worden war, machte Wölki die klassische Spieltechnik wieder populär, die das Tremolo gezielt als Stilmittel einsetzt. Zusammen mit seiner Frau Gerda erkannte er auch den Trend zum Gitarrenspiel in den 1950er Jahren und förderte das chorische Zusammenspiel von Gitarren.
Zunächst komponierte Wölki im Stil der Romantik oder des Barocks, setzte aber ab den 1950er Jahren modernere Harmonien und Rhythmen ein. Für experimentelle und avantgardistische Musik seiner Zeit begeisterte er sich jedoch nicht.
1972 gab Wölki die Leitung der „Lautengilde“ an seine Frau ab, die schon seit 1953 das Jugendzupforchester und seit 1958 den Gitarrenchor des Vereins geleitet hatte. Auch im Ruhestand war er noch in der Jury des Wettbewerbs „Jugend musiziert“ tätig und publizierte regelmäßig für die Fachzeitschrift „zupfmusik-gitarre“ (heute: concertino) des Bundes deutscher Zupfmusiker. Für seine Verdienste wurde er vom Bund deutscher Zupfmusiker zum Ehrenmitglied ernannt.
Konrad Wölki starb im Juli 1983 in Berlin-Frohnau. Zu seiner Beerdigung am 19. Juli spielten ehemalige Mitglieder der „Lautengilde“ seine „Suite Nr. 1“ (siehe Werkverzeichnis).

## Werke
Konrad Wölki hat zahlreiche Lehrwerke für Mandoline und Zupforchester herausgegeben und viele Musikstücke für Zupforchester bearbeitet. Von seinen pädagogischen Werken waren bis 1977 eine Million Exemplare verbreitet worden. Zu seinen wichtigsten eigenen Kompositionen gehören:
- Ouvertüren: Nr. 1 (A-Dur), Nr. 2 (fis-Moll), Nr. 3 (D-Dur), Nr. 4 (h-Moll) (für Zupforchester und Holzbläser), Nr. 5 (C-Dur), Nr. 6 (G-Dur)
- Suite Nr. 1 (1935) und Suite Nr. 2 Musik für schlichte Feierstunden (1937)
- Kleine Suite in G-Dur
- Konzert für Violine, 2 Flöten und Zupforchester op. 57 (1954, Neufassung 1966)
- Rondo scherzoso
- Drei altmodische Tänze
- Wiener Konzert